# Krusader
Krusader — двопанельний файловий менеджер для KDE з широким набором можливостей. До його можливостей слід відзначити розширені засоби роботи з архівами, підтримку монтованих файлових систем, FTP, сучасний модуль пошуку, проглядання/редактор тексту, синхронізацію каталогів, підтримку порівнянь файлів за вмістом, могутні можливості пакетного перейменування і багато іншого. Він підтримує такі формати архівів: tar, zip, bzip2, gzip, rar, arj та rpm. Він також може працювати з такими KIOSlaves, як smb:// або fish://.